# Acanthocotyle borealis
Acanthocotyle borealis is een soort in de taxonomische indeling van de platwormen (Platyhelminthes). De worm is tweeslachtig en kan zowel mannelijke als vrouwelijke geslachtscellen produceren. De soort leeft in zeer vochtige omstandigheden. 
De platworm behoort tot het geslacht Acanthocotyle en behoort tot de familie Acanthocotylidae. De wetenschappelijke naam van de soort werd voor het eerst geldig gepubliceerd in 1940 door Brinkmann.